# Meigenia crataegella
Meigenia crataegella là một loài ruồi trong họ Tachinidae.